# Behouden graafschappen van Wales
De behouden graafschappen van Wales (Engels: Preserved counties of Wales) zijn gebieden die in Wales voor ceremoniële doeleinden worden gebruikt, zoals het hebben van een lord-lieutenant, een vertegenwoordiger van de vorst. Ze zijn gebaseerd op de graafschappen die voor bestuurlijke doeleinden werden gebruikt tussen 1974 en 1996. 
De behouden graafschappen zijn:
| 1. Gwent 2. South Glamorgan 3. Mid Glamorgan 4. West Glamorgan 5. Dyfed 6. Powys 7. Gwynedd 8. Clwyd |

Powys is thans ook een bestuurlijk hoofdgebied; de andere behouden graafschappen zijn nu ingedeeld in twee of meer hoofdgebieden.